# 斯圖傑諾克 (伊久姆區)
49°5′17″N 37°29′0″E / 49.08806°N 37.48333°E
斯圖德諾克（烏克蘭語：Студенок）是位於烏克蘭東部的村莊，由哈爾科夫州伊久姆區的奧斯基爾市鎮負責管轄。該村始建於1670年，面積3.37平方公里，海拔高度63米，2020年人口1,090，人口密度每平方公里426.8人。